# Хафнер, Карл Магнус
Карл Магнус Хафнер (нем. Carl Magnus Hafner; 23 ноября 1815, Корнойбург, Нижняя Австрия — 15 января 1861, Гамбург, Германский союз) — немецкий скрипач австрийского происхождения.
Младший ребёнок в семье с семью детьми. Учился в Вене у Йозефа Майзедера и Леопольда Янсы. Окончил курс в 1839 г., выступив в Вене с концертом, получившим высокую оценку критики, отметившей чистоту интонации, красоту тона и адекватность стиля молодого скрипача. После этого до конца жизни работал в Гамбурге. Наибольшую известность получил как примариус струнного квартета, в составе которого играли разные заметные музыканты — в том числе Теодор Зак (виолончелист первоначального состава), ученик Хафнера Отто фон Кёнигслёв (вторая скрипка в начале 1840-х гг.), виолончелист Луи Лее; после смерти Хафнера его место занял Йон Бёйе.